# Кано Таканобу
Кано Таканобу (яп. 狩野 孝信, 1 декабря 1571 года — 18 октября 1618 года) — японский художник периода Адзути-Момояма, мастер школы живописи Кано. Кано Таканобу — сын прославленного художника Кано Эйтоку, отец художников Кано Танъю, Кано Наонобу и Кано Ясунобу.

## Жизнь и творчество
Кано Таканобу родился 1 декабря 1571 года в Киото. Он был младшим сыном главы школы живописи Кано, прославленного художника Кано Эйтоку и младшим братом художника Кано Мицунобу.
Когда примерно в 1610—1615 году Кано Наганобу (1577—1654), старший брат Кано Эйтоку, по приказу пришедшего к власти сёгуната Токугава переехал в город Эдо, Кано Таканобу остался во главе ветви школы Кано в Киото. В то время Таканобу получал множеств заказов работ от властей и богатой знати. После смерти Кано Эйтоку только Наганобу и Таканобу обладали достаточным мастерством и авторитетом для того, чтобы встать во главе школы и передавать мастерство и традиции школы ученикам.
С помощью финансовой поддержки от сёгуната Токугава Таканобу в 1614 году создал росписи для нового дворца императора Го-Мидзуноо. Работа включала в себя множество раздвижных панелей во дворце и прилегающих зданиях. Также двадцати трём панелям с изображением тридцати двух китайских мудрецов в тронном зале Сисин Императорского дворца в Киото приписывается авторство Кано Таканобу. Росписи были созданы красками на шёлке и прикреплены к деревянным панелям. Китайские мудрецы были традиционным мотивом для росписей во дворцах, поскольку монархам нравилось олицетворять себя с этими образцами мудрости и морали. Эти росписи являются одними из немногих сохранившихся на данный момент работ художника и старейшими из сохранившихся произведений искусства в зале дворца.
В 1617 году старший сын Таканобу Кано Танъю отправился в город Эдо и стал первым официальным живописцем (гоё эси) сёгуната Токугава. После смерти Таканобу школу Кано в Киото возглавил его второй сын Кано Наонобу (1607—1650), но в 1630 он также переехал в Эдо и получил там статус гоё эси. Школу в Киото сначала возглавил Кано Саданобу, а затем самый младший сын Таканобу — Кано Ясунобу. Он также отправился к старшим братьям в Эдо, оставаясь при этом официальным главой школы в Киото.

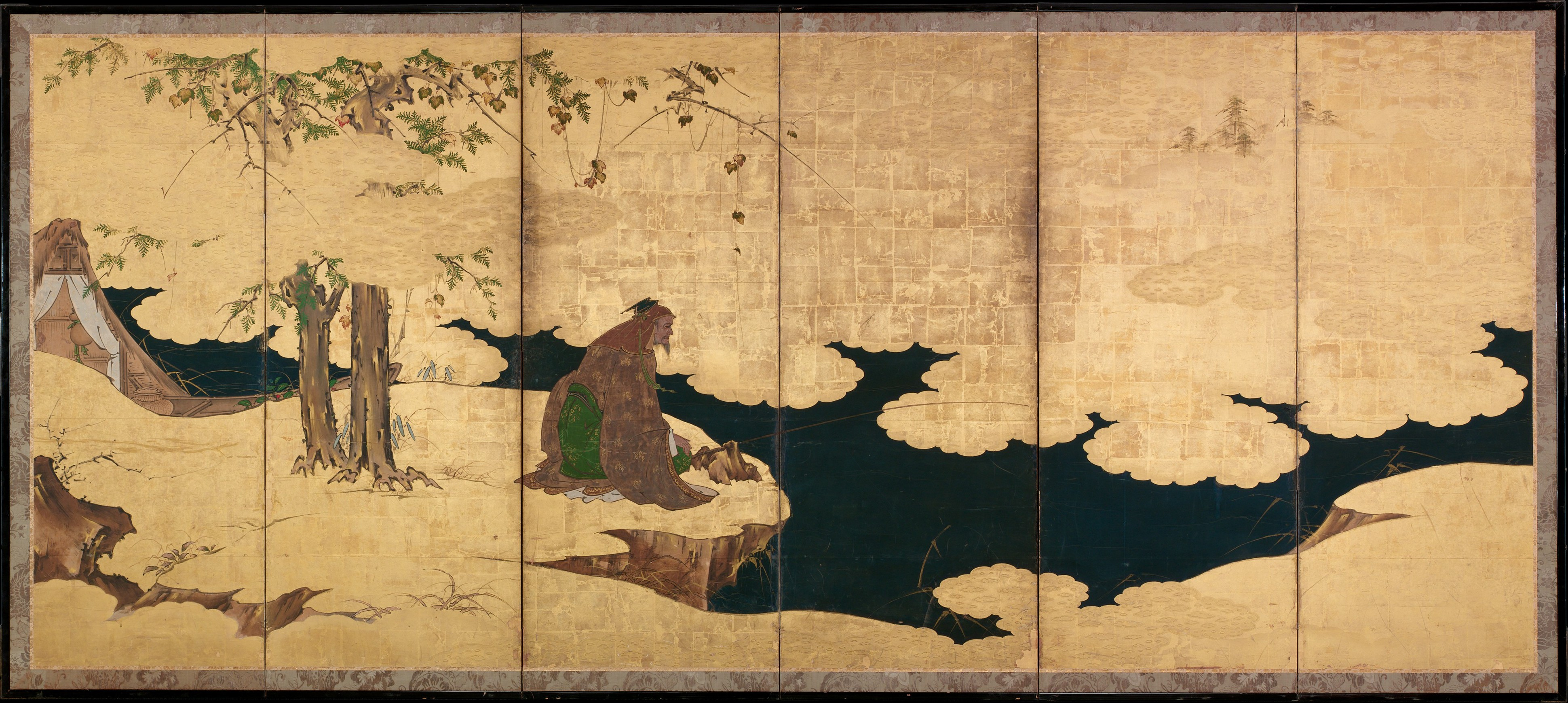
Встреча императора Вэна и рыбака Люй Шана, левая часть
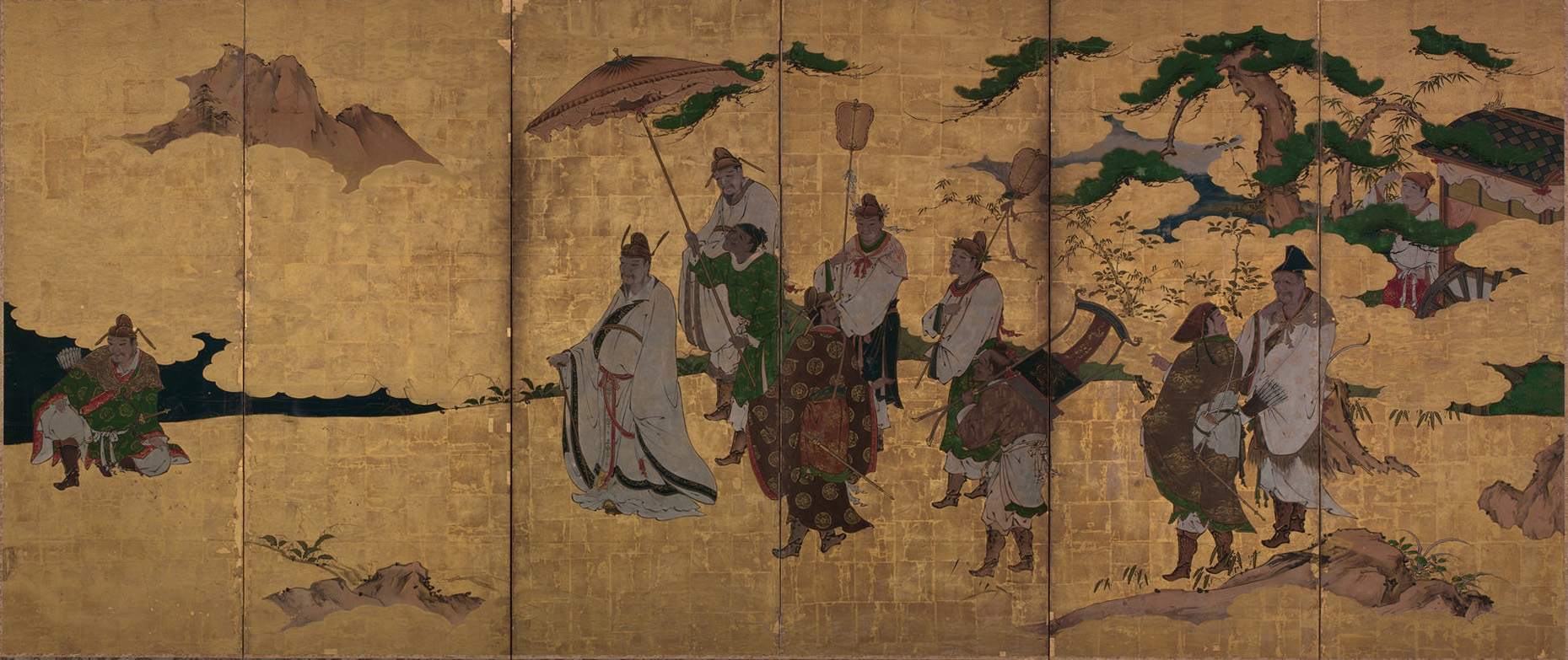
Встреча императора Вэна и рыбака Люй Шана, правая часть
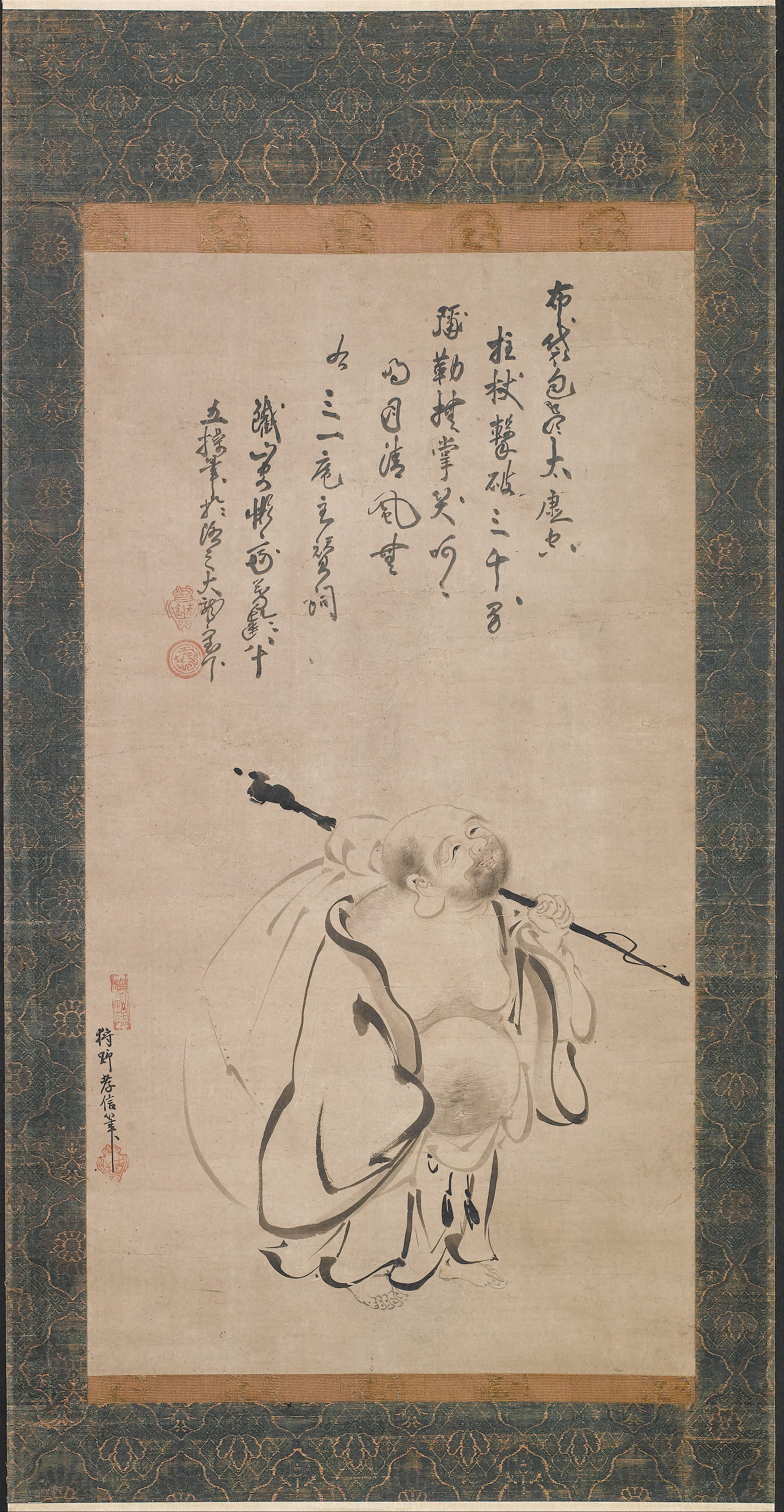
Хотэй
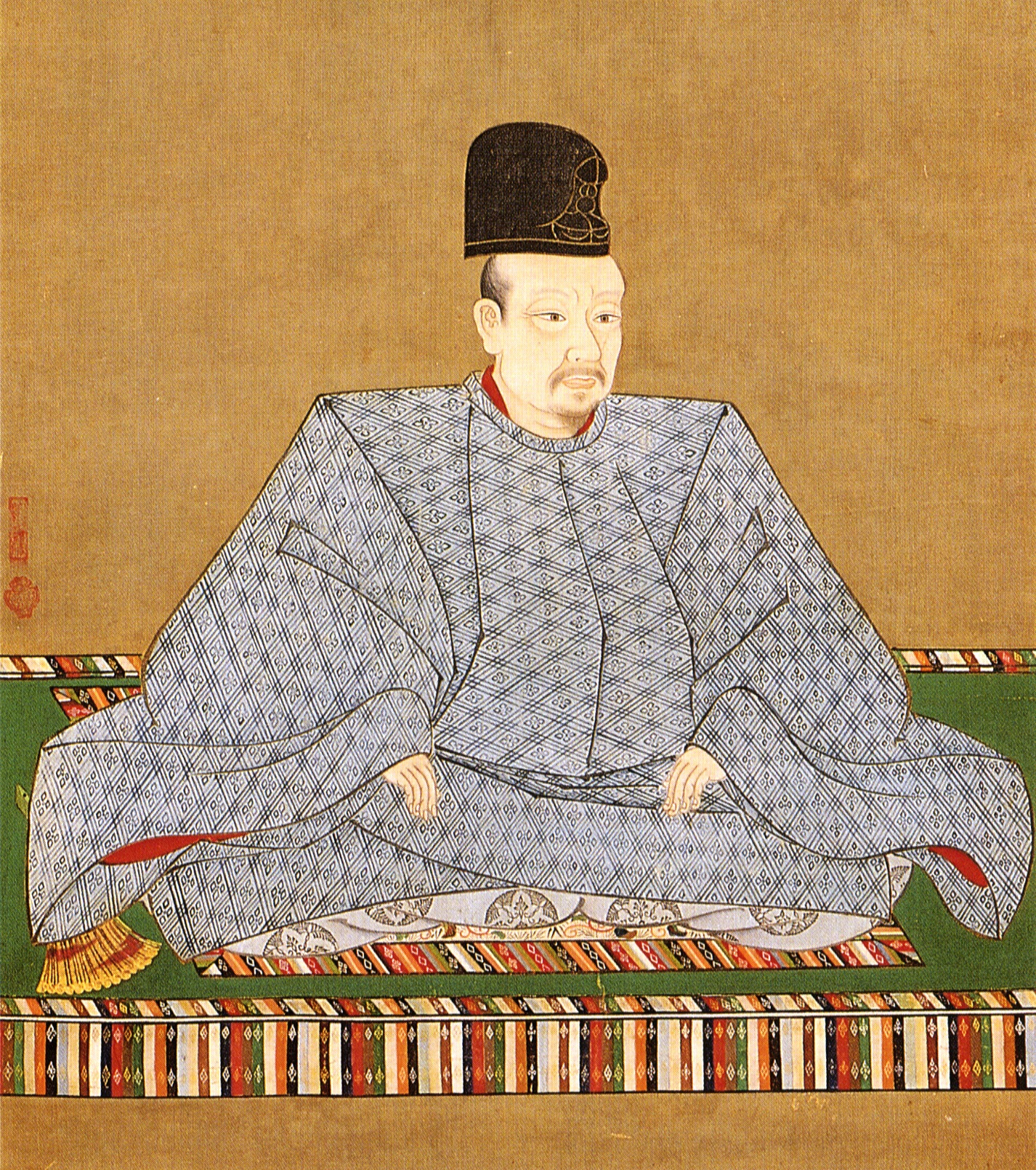
Император Го-Ёдзэй
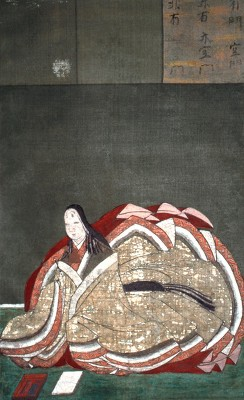
Портрет Мурасаки Сикибу
Ширма в жанре ракутю ракугаи